# کلیسای سنت جورج (پنانگ)
کلیسای سنت جورج، پنانگ یک کلیسای انگلیکان ساخته شده در قرن نوزده، در شهر جرج تاون ایالت پنانگ، مالزی است. این کلیسا، قدیمی‌ترین کلیسای انگلیسی بنا شده در جنوب شرقی آسیا است. کلیسا تحت حوزه اختیارات معاون اسقف اعظم ناحیه فرا شمالی از فرقه انگلیکان اسقف نشین غرب مالزی قرار دارد.

## پیشینه
بعد از اینکه کمپانی هند شرقی بریتانیا در سال ۱۷۸۶ بر جزیره پنانگ تسلط یافت، مراقبت معنوی مستعمره نشینان توسط پیشنماز کلیسای انگلستان دنبال گردید. مراسم مذهبی اولیه در نیایش گاه کوچک فورت کورن‌والیس و بعد در محل دادگاهی که اکنون روبری کلیسای کنونی قرار دارد، انجام پذیرفت.